# Hans Ring
Hans Ring, född 19 juni 1928 i Stockholm, död 9 april 2015, var en svensk medeldistanslöpare. Han tävlade för Bellevue IK.
Ring vann SM på 800 meter 1954 och 1956.